# Heiner Wilmer
Heiner Wilmer, S.C.J. (Schapen, 9 de abril de 1961) é um bispo católico alemão, nomeado bispo da Diocese de Hildesheim em 6 de abril de 2018. Foi Superior Geral da Congregação dos Sacerdotes do Sagrado Coração de Jesus, eleito no Capítulo Geral desta Congregação em 25 de maio de 2015, até a sua nomeação episcopal.

## Vida
Crescendo em uma fazenda em Emsland, ele frequentou a Escola Primária St. Ludgerus em Schapen de 1967 a 1971. De 1971 a 1980 foi para o Leoninum in Handrup, uma escola secundária de patrocínio católico de sua futura comunidade religiosa, onde se graduou em 1980. Em agosto do mesmo ano ele entrou no noviciado da Ordem no Mosteiro do Sagrado Coração de Freiburg. De 1981 a 1986, estudou teologia em Freiburg e línguas românicas em Paris. No Freiburg arcebispo para ele doou Oskar Saier o sacerdócio.
Ele então foi a Roma para a Pontifícia Universidade Gregoriana para estudar filosofia francesa. 1991 Wilmer estava em Freiburg para um doutor em teologia doutorado, que ele fez em sua dissertação com o conceito de misticismo em filosofia Maurice Blondel tratada. Seu trabalho foi agraciado com o Prêmio Bernhard Welte. Depois disso, ele começou a estudar história em Freiburg. Pouco antes de seu primeiro exame estatal Wilmer aprendeu o padre holandês Henri Nouwensei. A seu pedido, ele o representou por quatro meses como pastor no L'Arche Daybreak em Toronto, uma instalação para pessoas com deficiências. Após seu segundo exame no estado, Wilmer trabalhou por dois anos como pastor de escola e professor de religião, política e história na Liebfrauenschule Vechta. Em 1997, ele foi para os EUA por um ano para ensinar alemão e história na Fordham Preparatory School, uma escola jesuíta no Bronx, em Nova York. Após seu retorno, ele se tornou diretor do Ginásio da Ordem no Handrup.
Desde 2007, Wilmer foi Provincial da Província da Ordem Alemã dos Sacerdotes Sagrados do Coração. Em 2013, Herder publicou seu livro God is not Nice, no qual ele reflete sobre suas crenças e sua decisão de se tornar padre. Em 25 de maio de 2015, o Capítulo Geral de sua Congregação em Roma elegeu-o Superior Geral na primeira votação. Assim, ele substituiu o português José Ornelas Carvalho SCJ, que ocupou este cargo por doze anos. Wilmer foi o segundo alemão a liderar a congregação depois de Alphonso Maria Lellig (1954-1958). O Superior Geral é eleito por um período de seis anos.
Wilmer está envolvido em inúmeros projetos sociais na Terra Santa. Em 2010 ele era de Cardeal Grão-Mestre John Patrick Foley Cavaleiro da Ordem Equestre do Santo Sepulcro de Jerusalém e nomeou em 10 de outubro de 2010, em Dresden pelo Cardeal Reinhard Marx, investiu Grão Prior do Lieutenancy alemã na Pontifícia fim leigos.  Ele é um membro da Associação Alemã da Terra Santa .
O Papa Francisco nomeou Heiner Wilmer em 6 de abril de 2018 como Bispo de Hildesheim. A consagração pelo arcebispo de Hamburgo, Stefan Hesse, na Catedral de Hildesheim ocorreu em 1 de setembro de 2018 Um dos co-consagradores foi o antecessor de Wilmer no episcopado, o bispo Norbert Trelle. O bispo de sua diocese natal de Osnabrück, Franz-Josef Hermann Bode, que também foi concebido como Mitkonsekrator teve que cancelar sua participação por motivos de saúde.
Em uma carta de agradecimento e adeus a seus confrades e à família dehoniana, Heiner Wilmer se despediu do Pentecostes de 2018 como Superior Geral dos Dehonianos em Roma.

## Brasão e lema
O brasão episcopal é dividido em dois campos amarelo superior e um campo vermelho inferior, as cores da Diocese de Hildesheim. O direito heráldico campo amarelo mostra na cor azul de Santa Maria da Gründungsreliquiar da Católica Romana Diocese de Hildesheim (sem os pés góticas), a esquerda heráldico também em azul da cruz de Dehonianos, o Bispo Wilmer como uma cruz peitoral irá suportar. Na caixa vermelha do menor são três ovelhas brancas pode ser visto que na origem Wilmers Schapen (baixo alemão lembrar "ovelhas"), mas também para o Hirtengleichnisse Jesus. O brasão de armas, sob o tradicional chapéu de prelado, é coroado por uma representação estilizada amarela do românicoCruz processional de St. Godehard, que por sua vez o cruzamento de Bernward é recria.
O lema é Adiutores gaudii vestri - "ajudante da sua alegria" ( 2 Cor 1,24  EU ).

## Bilbliografia
- Misticismo entre fazer e pensar: uma nova abordagem à filosofia de Maurice Blondel. Herder, Freiburg im Breisgau 1992, ISBN 3-451-22864-5 , [tradução em francês]
- Se você quer viver, você tem que começar: aprendendo espiritualmente do Brasil. Dom Bosco, Munique 2010, ISBN 978-3-7698-1807-9 , [tradução em espanhol]
- Johannes Duns Scotus "Tractatus de primo principio": Teoria Científica. Wilmer, Bonn 2013, ISBN 978-3-00-040881-6 .
- Deus não é legal. Um padre em busca do significado. Herder, Freiburg im Breisgau 2013, ISBN 978-3-451-32581-6 , [tradução em tcheco]
- Fome pela liberdade. Moisés - aulas de deserto para terminar. Herder, Freiburg im Breisgau 2018, ISBN 978-3-451-37945-1 .